# Cholornis
Cholornis là một chi chim dạng sẻ trong họ Paradoxornithidae hay phân họ Paradoxornithinae thuộc họ Sylviidae. Danh pháp này do Jules Verreaux đề xuất năm 1870. Hiện tại người ta vẫn chưa giải quyết được vấn đề giới (đực, cái, trung) của danh pháp này. Vì thế các danh pháp như C. paradoxa hay C. paradoxus vẫn được các tài liệu khác nhau sử dụng.

## Các loài
Nó chứa các loài sau:
- Khướu mỏ dẹt nâu (Cholornis unicolor)
- Khướu mỏ dẹt ba ngón (Cholornis paradoxa hoặc Cholornis paradoxus)